# Misja (religia)

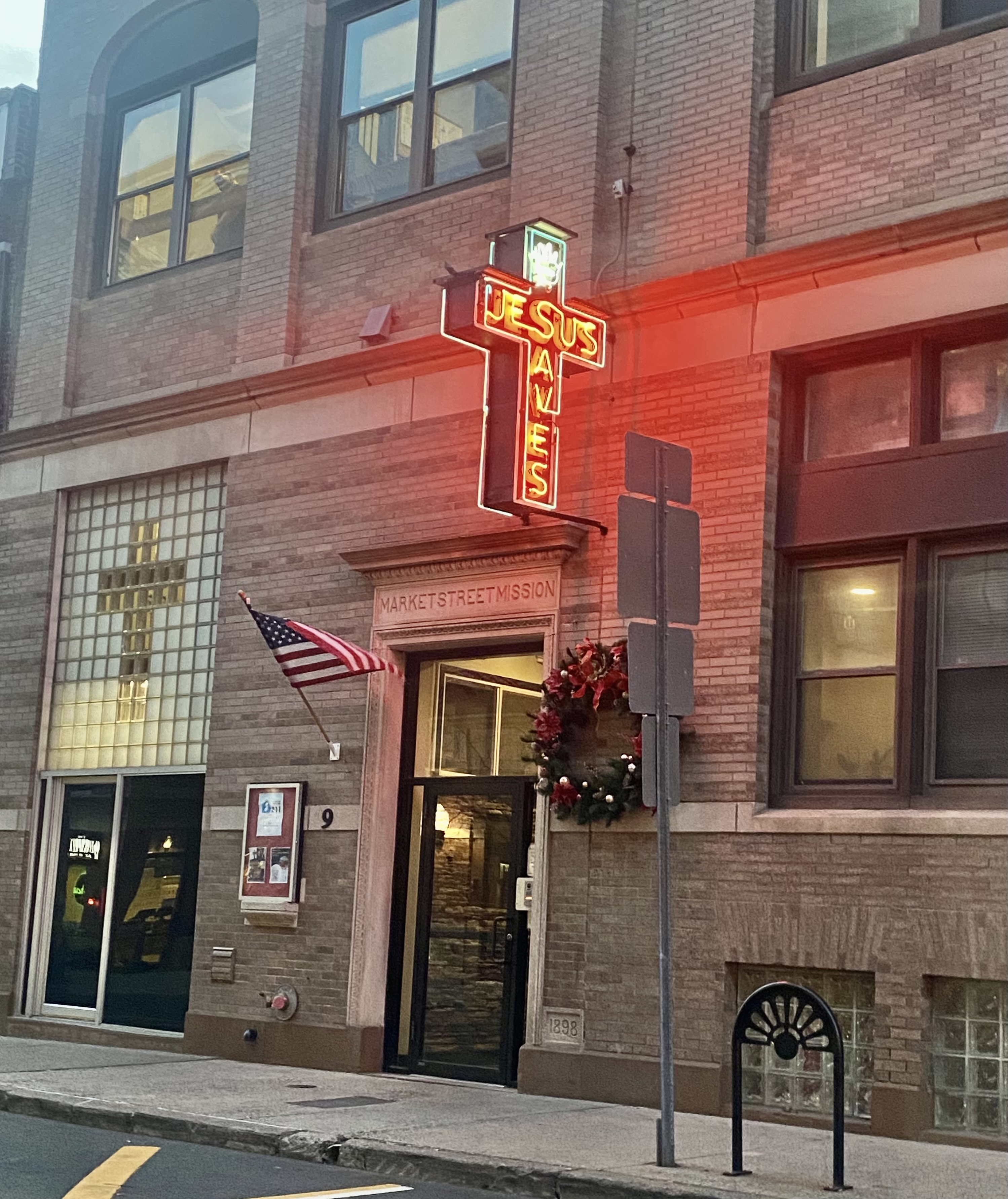
Schronisko dla bezdomnych utworzone przez chrześcijan w New Jersey

Działalność misyjna (łac. mitto, mittere „posyłać“) – działalność przedstawicieli danej religii w celu rozpowszechnienia swoich wierzeń, bądź placówka prowadząca taką działalność.

## Chrześcijaństwo
Jednym z głównych zadań chrześcijaństwa od jego początków była działalność misyjna (por. Mt 28:19: „Idźcie więc i nauczajcie wszystkie narody”). Listy Apostolskie Nowego Testamentu są pochodną takiej aktywności pierwszych chrześcijan. 
Po raz pierwszy problematykę działalności misyjnej poruszono na Soborze jerozolimskim (49-50 n.e.). Podjęto na nim decyzję o zastosowaniu w misjonarstwie metody akomodacji kulturowej, która miała wpłynąć na łatwiejsze nawiązanie relacji ze społecznościami, do których chcieli dotrzeć misjonarze. Niosący słowo Chrystusa mieli kierować się zasadą: Badajcie każdą sprawę, a co dobre, to zachowujcie (1 Tes 5,21). Do tej metody nawiązywał również papież Grzegorz I w swoim liście z osiemnastego sierpnia 601 roku do opata Mellitusa.  
W kolejnych wiekach działalność misjonarzy objęła całą Europę, ale w Azji i Afryce została powstrzymana przez islam. Wielkie odkrycia geograficzne otworzyły w dziejach misji nową epokę, w której prym wiedli jezuici tacy jak Franciszek Ksawery, Matteo Ricci czy Michał Boym. Ich metodą była inkulturacja, czyli szanowanie lokalnych tradycji. Często byli oni zarazem odkrywcami, opisywali różne języki i cywilizacje oraz popularyzowali w świecie naukę europejską. Ich dokonaniami są m.in. rozpowszechnienie chininy, czy stworzenie współczesnego alfabetu języka wietnamskiego. Do działalności misyjnej dołączyli również franciszkanie.
Po kilku wiekach następcy Grzegorza I odrzucili doktrynę akomodacji, co można zaobserwować na przykładzie pisma Innocentego IV Dilectis Filliis OFM z dwudziestego pierwszego marca 1245 roku. Papież Innocenty IV nawoływał do potępienia wszystkich wartości pogańskich i zakazywał otwarcie prowadzenia dialogu międzykulturowego. Po wydaniu tego dokumentu na terenach azjatyckich doszło do konfliktu między jezuitami, którzy wykorzystywali nauki Grzegorza I, a franciszkanami stosującymi się do nauczania Innocentego. W rezultacie doprowadziło to do osłabienia znaczenia misjonarzy chrześcijańskich na Dalekim Wschodzie.
W I połowie XVII wieku w celu koordynacji działań powstała watykańska Kongregacja ds. Ewangelizacji Narodów. Jej głównym zadaniem było uregulowanie zasad na których system misyjny miał funkcjonować. W dekretach z lat 1645, 1693 i 1709 znajdowały się zakazy dotyczące przenikania się kultur, a w XVIII wieku zostały uznane za herezje przez papieża Benedykta XIV.  Misjonarze byli często orędownikami ludów tubylczych przed zakusami kolonialnych potęg (redukcje misyjne), co zainspirowało m.in. film Rolanda Joffé Misja. Kolejnym okresem sukcesów misjonarskich była I połowa XX wieku, co wiązało się z ekspansją kolonialną Europejczyków w Afryce i Azji.
W czasach nowożytnych działalność misjonarzy prawosławnych po podboju Bizancjum przez muzułmanów ograniczała się w dużej mierze do posiadłości rosyjskich. Do dziś na Alasce istnieje spora mniejszość autochtoniczna wyznająca chrześcijaństwo prawosławne.
Chrześcijaństwo orientalne prowadziło działalność misyjną na szeroką skalę w Azji, docierając nawet do Chin. Wraz z przejściem Mongołów na islam ten odłam chrześcijaństwa zniknął jednak niemal z całego kontynentu (z wyjątkiem niewielkich mniejszości na Bliskim Wschodzie, Iranie i Indiach).
Misje protestanckie były początkowo ograniczone. Dopiero powołanie Baptystycznego Towarzystwa Misyjnego w 1792 i Londyńskiego Towarzystwa Misyjnego w 1795 rozpoczęło szerszą działalność protestantów wśród ludów innych kontynentów. Współcześnie, głównie dzięki zielonoświątkowcom, jest ona bardzo żywa (np. w Chinach).
Działalność misyjną prowadzą także przedstawiciele mniejszych wyznań. Szczególnie znani są Świadkowie Jehowy i mormoni.
Działalność misyjna wiązała się i do dziś się wiąże z wprowadzaniem zdobyczy cywilizacyjnych oraz zatraceniem rodzimych wierzeń etnicznych. Współcześnie jest to przez etnologów uznawane za niepowetowaną stratę, gdyż misjonarze zazwyczaj docierają wcześniej do nowo odkrytych, coraz mniej licznych, kultur pierwotnych, niż ekspedycje placówek naukowych, dysponującymi zazwyczaj ograniczonymi środkami (głównie finansowymi) na tego rodzaju badania. Z drugiej jednak strony misjonarze oprócz orędzia chrześcijańskiego przynoszą ze sobą pomoc medyczną i ekonomiczną. Misyjne punkty medyczne w krajach Trzeciego Świata są często jedynym sposobem na zapewnienie podstawowej opieki medycznej dla ludności lokalnej. Misjonarze prowadzą też szkoły oraz podejmują działania, umożliwiające podjęcie studiów wyższych przez młodzież.

## Islam
Podobnie jak chrześcijaństwo islam jest religią misyjną (określaną jako Da'wah). Szczyt aktywności misjonarskiej muzułmanów przypadł przede wszystkim w czasach podbojów imperium kalifów. W porównaniu do chrześcijaństwa jednak była ona zawsze mniej znacząca i ukierunkowana politycznie.

## Buddyzm
Trzecią światową religią prowadzącą aktywność misjonarską jest buddyzm. Propagowanie nauk buddyjskich rozpoczęto jeszcze za życia Siddharthy Gotamy. Działalność misyjna doprowadziła do spopularyzowania nauk buddyzmu w Azji Wschodniej. Od XX wieku obserwuje się zwiększoną działalność misyjną w pozostałej części świata, szczególnie wysoko rozwiniętego Zachodu.

## Hinduizm
Działalność misyjną prowadzą także przedstawiciele Hare Kryszna.